# Meyers Manx

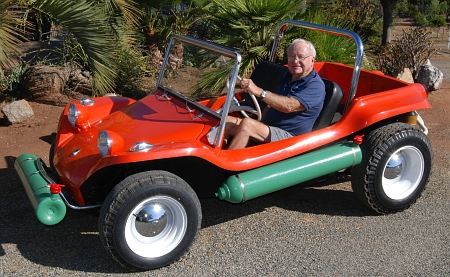
Das erste Modell mit seinem Erfinder Bruce Meyers (2007)

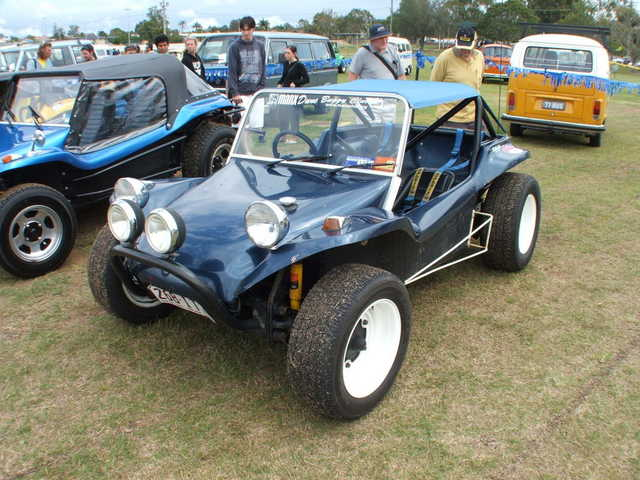
Meyers Manx

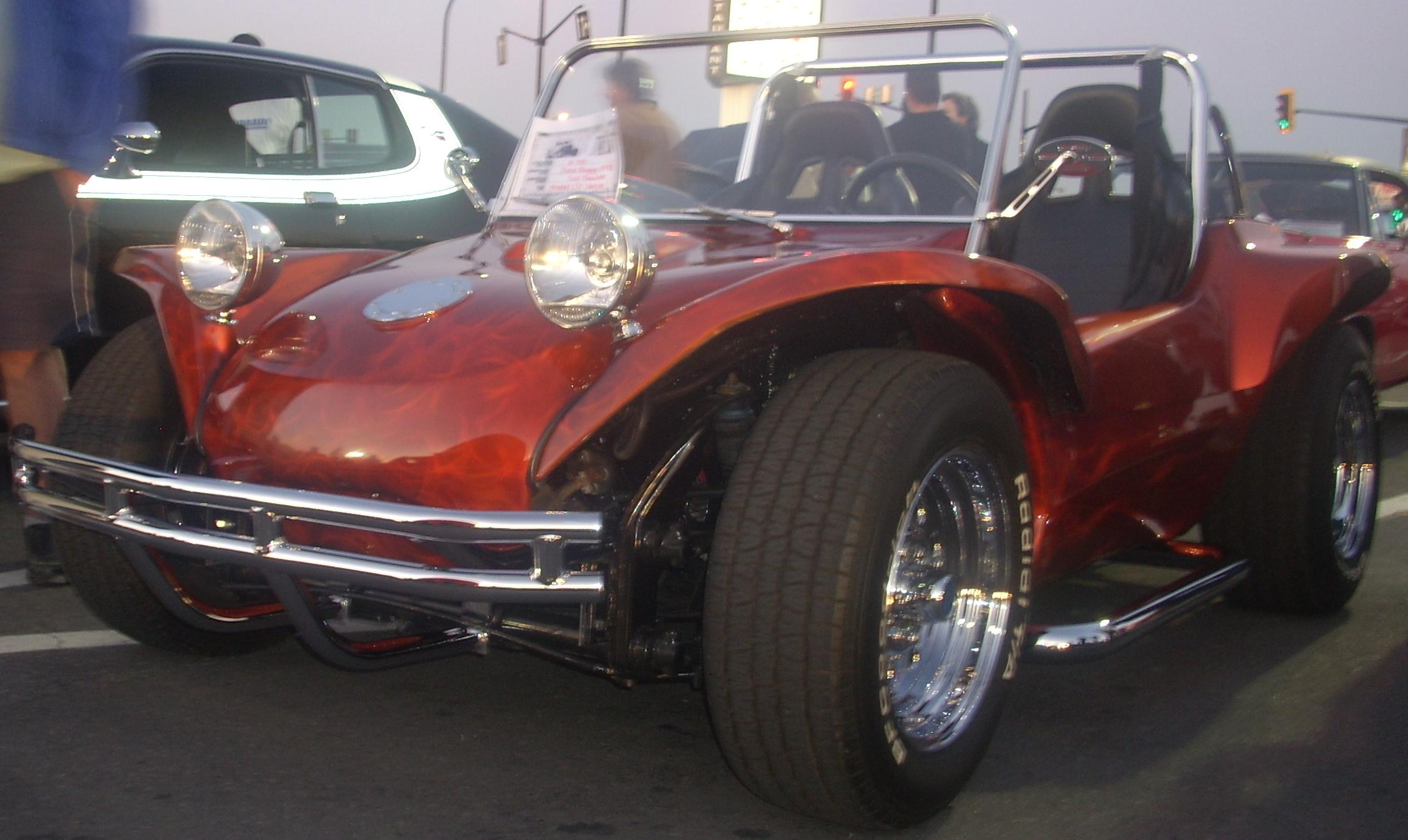
Meyers Manx

Meyers Manx Inc., früher B. F. Meyers & Co., ist ein US-amerikanischer Automobilhersteller. Der Markenname lautet Meyers.

## Unternehmensgeschichte
Von 1964 bis 1971 betrieb der Ingenieur, Künstler, Bootsbauer und Surfer Bruce Meyers (* 12. März 1926; † 19. Februar 2021) B. F. Meyers & Co. in Fountain Valley (Kalifornien). Von ihm wurde der erste VW-Buggy gebaut, ein Strandbuggy auf Basis des VW Käfer. Seit den 2000er Jahren stellt Meyers Manx Inc. unter Leitung von Bruce Meyers erneut solche Fahrzeuge her.

### Geschichte bis 1971
Der Wagen bestand aus einer GFK-Karosserie, die auf der Bodengruppe eines VW Käfer montiert war. Der kleine Wagen hatte einen um 362 mm kürzeren Radstand als der Käfer, damit er leichter wurde und sich besser steuern ließ. Daher lässt sich der Wagen sehr schnell beschleunigen und hat sich im Gelände bewährt. Der Meyers Manx fand große Beachtung, als er die Rallye Mexican 1000, den Vorgänger der Baja 1000, gewann, wobei er Motorräder, Autos und Lastwagen hinter sich ließ.
Der Meyers Manx tauchte in verschiedenen Filmen auf, wie z. B. solchen über Elvis Presley und Thomas Crown ist nicht zu fassen von 1968, der eine lange Strandjagdszene mit stark getunten Meyers Manx enthält, die mit Sechszylinder-Boxermotoren vom Chevrolet Corvair ausgerüstet sind. Es wurden etwa 6000 originale Meyers-Manx-Strandbuggies gebaut, aber als die Konstruktion popular wurde, gab es viele Nachbauten (geschätzte 250.000 Stück weltweit). Obwohl bereits ein Patent auf die Konstruktion bestand, verlor Meyers den Gerichtsprozess, da der Richter meinte, eine solche Konstruktion sei nicht patentwürdig. Damit öffnete er der gesamten Industrie weltweit Tür und Tor zu Meyers’ Konstruktionen, sodass in der Folge bis heute Buggies gebaut werden. Die meisten Leute erkennen diese Karosserieform allgemein als „Strandbuggy“.

### Geschichte der 2000er Jahre
Im Jahre 2000 erweckte Bruce Meyers erneut das Interesse der Kunden, als er die Meyers Manx, Inc. eröffnete und den Classic Manx, eine auf 100 Stück limitierte Serie, anbot. 2002 entstanden der Manxter 2+2 und der Manxter DualSport. Diese Modelle entsprechen in der Form dem ursprünglichen Meyers Manx, sind aber für die ungekürzte Bodengruppe des VW Käfer gedacht. Es gibt auch getunte oder anders veränderte Versionen.
Im Frühjahr 2009 führte Bruce Meyers zwei neue Modelle mit kurzem Radstand ein. Den Kick Out, benannt nach der letzten Aktion, die ein Surfer vor Erreichen des Strandes ausführt, gibt es bis jetzt in zwei Varianten. Der traditionellere ist eine überarbeitete Version des originalen Meyers Manx, der nun eine vorne angeschlagene Kofferraumhaube, breitere Kotflügel und besseren Zugang zum Motor besitzt. Die SS-Version ist viel moderner gehalten und hat in die Kofferraumhaube eingebaute Scheinwerfer, eine gebogene Windschutzscheibe, eine geschwungene Motorhaube und zwei Drehstäbe.
Für das Jahr 2024 wurde im August 2022 der vollelektrisch angetriebene Meyers Manx 2.0 Electric angekündigt.